# Новки (Тверская область)
 Новки  — деревня в Западнодвинском муниципальном округе Тверской области.

## География
Находится в юго-западной части Тверской области на расстоянии приблизительно 63 км по прямой на юг-юго-запад по прямой от районного центра города Западная Двина.

## История
Деревня уже была отмечена только на карте 1980 года. До 2020 года входила в состав ныне упразднённого Ильинского сельского поселения.

## Население
Численность населения: 9 человек (русские 100 %) в 2002 году, 0 в 2010.